# Герб Берегового
Герб Берегового затверджений у 1991 p. рішенням Берегівської міської ради.

## Опис
У 1991 році Береговому був повернутий старовинний герб. Нинішній герб міста використовується з 1247 року з перервами, після надання угорським королем Белою IV поселенню Лампертсас статусу королівського міста.
Герб являє собою французький щит із синім полем і зеленою окрайкою. На синьому тлі стоїть на зеленій траві, повернута ліворуч золота химера⁣, а також такі алхімічні знаки як срібний півмісяць у правому верхньому кутку та шестипроменева золота зірка у лівому.
Над щитом розташовано напис угорською мовою синіми літерами «Beregszasz», а під щитом — цифри зеленого кольору «1063» — рік заснування міста та перша згадка про середньовічних алхіміків.